# Hemispheres (Rush)
| Recensione | Giudizio |
| ---------- | -------- |
| AllMusic   |          |

Hemispheres è il sesto album in studio della band progressive rock canadese Rush, uscito il 24 ottobre 1978.
L'album è stato registrato ai Rockfield Studios in Galles, le linee vocali sono state registrate presso gli Advision Studios di Londra ed il mixaggio è stato effettuato presso il londinese Trident Studios. Hemispheres è stato certificato disco d'oro dalla RIAA il 14 dicembre 1978 e disco di platino il primo dicembre 1993.

## Descrizione
Nell'album sono presenti tutti gli elementi già contenuti nel precedente lavoro ed in generale tipici del progressive (lunghe suite, ritmi e tempi complessi, ecc.). Di solito viene considerato il terzo album della fase progressive del gruppo.
La lunga e complessa suite d'apertura - strutturata in 6 movimenti - è strettamente legata all'ultimo brano dell'album precedente.
Il lungo pezzo strumentale La Villa Strangiato, ispirato da alcuni sogni di Lifeson, presenta un arrangiamento molto complesso e rimane uno dei pezzi più amati dai fans del gruppo. I due pezzi rimanenti, pur presentando un minutaggio più contenuto, presentano comunque arrangiamenti complessi ed arditi.
Le session per la registrazione dell'album si rivelarono più difficoltose del previsto, in particolar modo per quanto riguarda le linee vocali. Alle sei settimane inizialmente previste per la registrazione di Hemispheres se ne aggiunsero altre quattro, ed il cantato venne registrato nel tempo programmato per il mixaggio dell'album.
L'album riceve giudizi contrastanti: se da una parte tutti i recensori decantano le doti tecniche dei tre strumentisti, dal punto di vista musicale si evidenzia chi apprezza Hemispheres definendolo una esaltazione delle componenti hard rock e rock progressivo, riuscito in particolare nel brano La Villa Strangiato. Hemispheres viene apprezzato anche per il sapiente uso della metafora e del simbolismo attraverso la mitologia, dove l'ironia è comunque presente, e per la capacità del gruppo di dosare con maestria l'emotività e l'intelletto nel disco. Ma secondo altri recensori i Rush rischiano di scivolare nella autocelebrazione, e già si nota nei loro prodotti la tendenza a uniformare tra loro sia i testi che le melodie.
Nel giugno del 2015 la rivista Rolling Stone ha collocato l'album alla undicesima posizione dei 50 migliori album progressive di tutti i tempi.

## Tracce
Testi di Neil Peart, musiche di Geddy Lee e Alex Lifeson, eccetto dove indicato.
1. Cygnus X-1 Book II: Hemispheres – 18:05
2. Circumstances – 3:40
3. The Trees – 4:42
4. La Villa Strangiato (An Exercise in Self-Indulgence) (strumentale) – 9:34 (musica: Geddy Lee, Alex Lifeson, Neil Peart)

## Formazione
- Geddy Lee - basso, voce, tastiere, bass pedals
- Alex Lifeson - chitarre elettriche ed acustiche a 6 o 12 corde, chitarra classica, guitar synth, bass pedals
- Neil Peart - batteria e percussioni

## Classifiche
| Classifica (1978) | Posizione massima |
| ----------------- | ----------------- |
| Stati Uniti       | 47                |

## Principali edizioni e formati
Hemispheres è stato pubblicato nel corso degli anni in varie edizioni, ristampe e formati; queste le principali:
- 1978, Anthem Records (solo Canada), formato: LP, MC, 8-Tracks
- 1978, Mercury Records, formato: LP, MC, 8-Tracks
- 1990, Mercury Records, formato: CD
- 1997, Mercury Records, formato: CD, rimasterizzato
- 2013, Audio Fidelity, formato: SACD, rimasterizzato
- 2015, Mercury Records, formato: LP (vinile 200 g.), rimasterizzato
- 2018, Mercury Records, formato: doppio CD, triplo LP (vinile 180 g.), 40th anniversary edition
- 2011, Mercury Records, all'interno del cofanetto Sector 2, formato: CD, rimasterizzato

### 40th anniversary edition
L'edizione 40th anniversary è stata pubblicata il 16 novembre 2018 in varie versioni (doppio CD, triplo LP, oppure in tutti i formati con l'aggiunta del blu-ray nella versione "super deluxe edition"). Essa presenta:
- la copertina e artwork rivisitati (diversa dall'originale) da Hugh Syme
- la versione rimasterizzata delle tracce originali presso gli Abbey Road Studios (nella versione già edita nel 2015)
- parte dello show del 4 giugno 1979 tenuto presso il Pinkpop Festival a chiusura del relativo tour, completamente inedito salvo la precedente pubblicazione del brano La Villa Strangiato
- il brano 2112 dal concerto del 20 novembre 1978 (mancante nella esibizione del Pinkpop Festival), inedito
- lungo scritto a cura di Rob Bowman
- vari gadget e riproduzione del tourbook di Hemispheres